# Viella (Alti Pirenei)
Viella è un comune francese di 83 abitanti situato nel dipartimento degli Alti Pirenei nella regione dell'Occitania.

## Società

### Evoluzione demografica
Abitanti censiti